# Fiat Cinquecento
"Cinquecento" es la pronunciación italiana de 500; para otros Fiat con nombre 500, véase Fiat 500.
El Fiat Cinquecento (pronunciado en italiano /tʃiŋkwetʃɛnto/) es un automóvil del segmento A producido por el fabricante italiano Fiat entre los años 1991 y 1998. Fue desarrollado para sustituir al Fiat 126, y fue reemplazado más tarde por el Fiat Seicento. Fue diseñado por Ermanno Cressoni en colaboración con Antonio Piovano; el interior fue diseñado por Claudio Mottino y Giuseppe Bertolusso, siendo fabricado en Polonia. Sus principales competidores en el mercado europeo eran los franceses Citroën AX, Peugeot 106 y Renault Twingo.
Es un cinco plazas con carrocería hatchback de tres puertas. Tiene suspensión independiente en las cuatro ruedas, similar a la del Fiat Tipo/Tempra, y frenos de disco delanteros. Algunos niveles de equipamiento incluyen cierre centralizado, dirección asistida, elevalunas eléctricos y aire acondicionado.
El Cinquecento es un tracción delantera con motor delantero transversal. En la mayoría de los mercados, la motorización base era un gasolina de 0.9 litros de cilindrada (originalmente 903 cc, luego 899 cc) con inyección de combustible monopunto y 40 CV de potencia máxima derivado del Fiat 127. Las últimas unidades que salieron de la cadena de montaje en 1998 llevaban unos interiores distintos y más modernos procedentes del modelo Fiat Seicento así como un airbag para el conductor. 
En 1994 se introduce la versión Sporting en la gama que monta el motor FIRE 1.1 de gasolina e inyección electrónica monopunto, ofreciendo 54 CV de potencia. Monta un catalizador de tres vías y cumple la normativa de emisiones EURO-2 lo que lo convierte en el propulsor más ecológico de la gama. Además, esta versión cuenta con unas relaciones de cambio más cortas y barras estabilizadoras en la suspensión para mejorar las prestaciones dinámicas. 
El equipamiento se completaba con llantas de aleación de 13 pulgadas con neumáticos de perfil bajo, paragolpes y retrovisores color carrocería, volante y palanca de cambios revestidos en cuero, cuentarrevoluciones... así como diversas modificaciones estéticas en el interior.
En España, el modelo es notorio por una campaña publicitaria de 1994 en la que la compañía envió cartas amorosas anónimas a 50.000 mujeres a lo largo del país.
Como opción se podía escoger un kit de carrocería Abarth que le añadía al coche unos paragolpes nuevos con luces antinieblas delanteras así como taloneras, un alerón trasero con la tercera luz de freno y unas llantas de aleación exclusivas con el logo del escorpión.

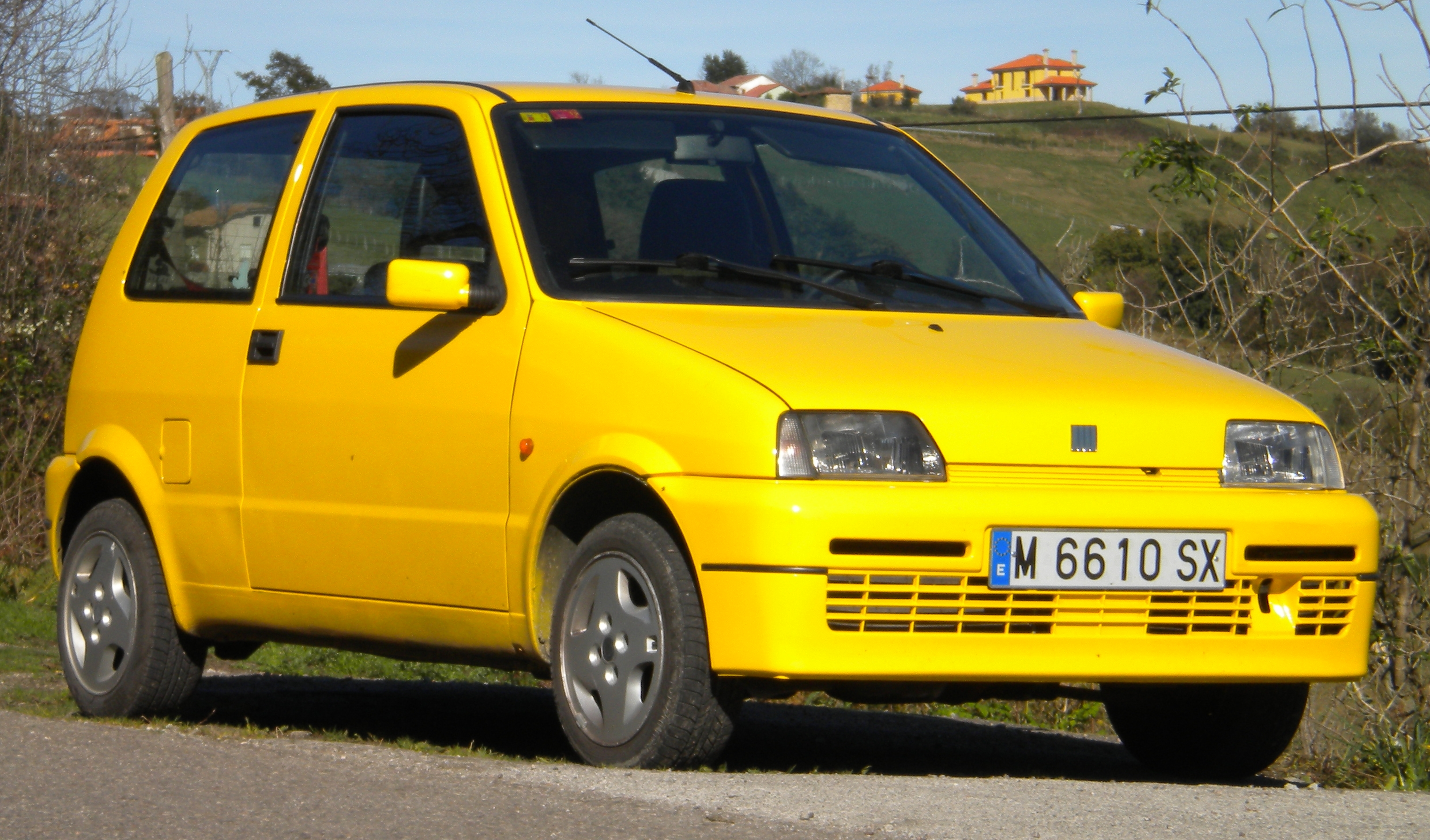
Cinquecento 1.1 Sporting

| Versión           | Potencia | Número de cilindros | Velocidad máxima |
| ----------------- | -------- | ------------------- | ---------------- |
| 705 cm³           | 28 CV    | 2 cilindros         | 120 km/h         |
| 908 cm³           | 40 CV    | 4 cilindros         | 141 km/h         |
| 1100 cm³ Sporting | 54 CV    | 4 cilindros         | 150 km/h         |

## Diseño

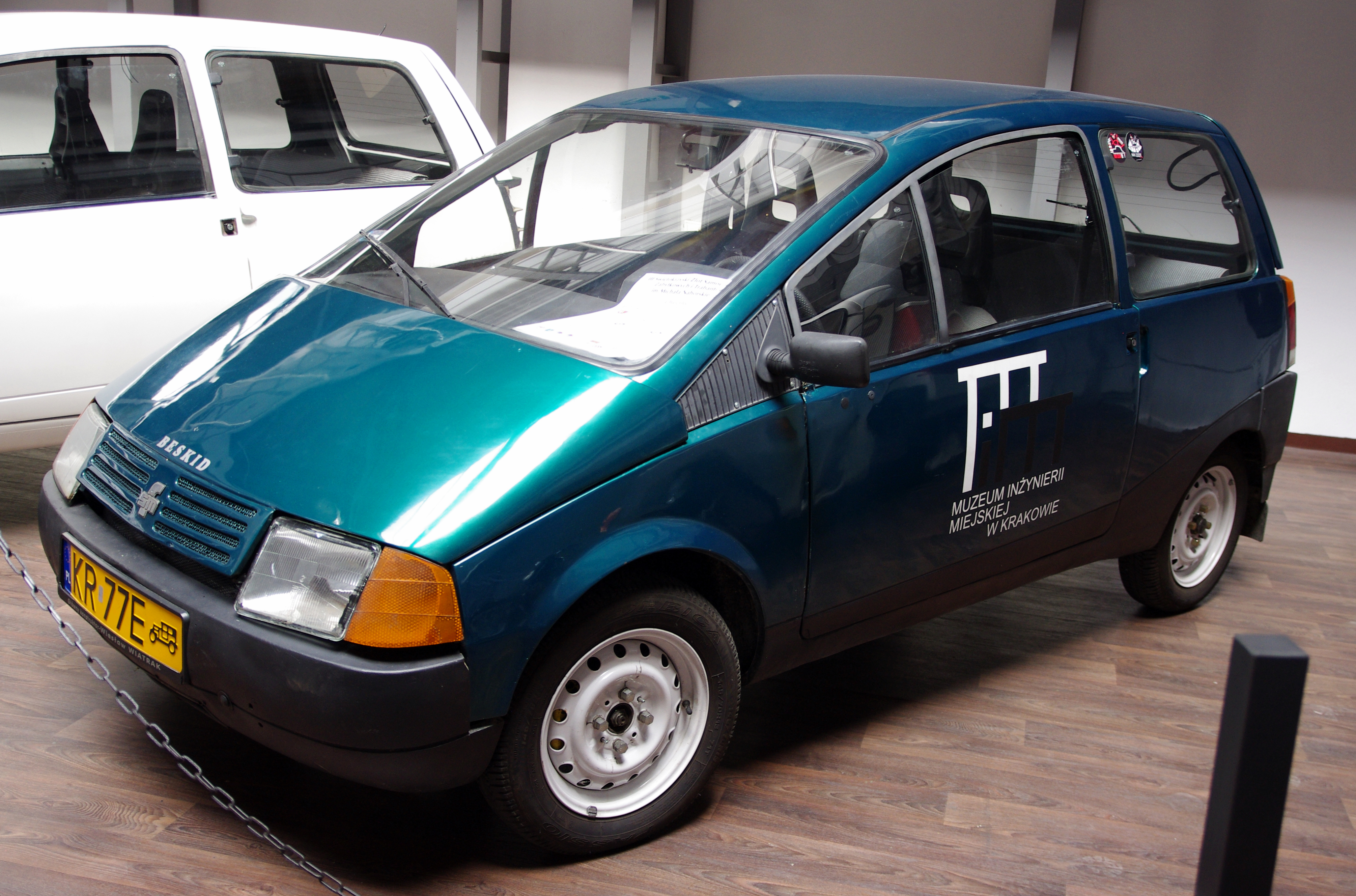
Prototipo del Beskid 106 desarrollado en la década de 1980 por FSM

Los orígenes del Cinquecento se remontan a principios de los años 80, con proyectos de investigación específicos del Consiglio Nazionale delle Ricerche de Roma, que estudiaban un vehículo súper económico, a partir del cual evolucionaron una serie de prototipos, con abreviaturas X1/72 a X1/79.

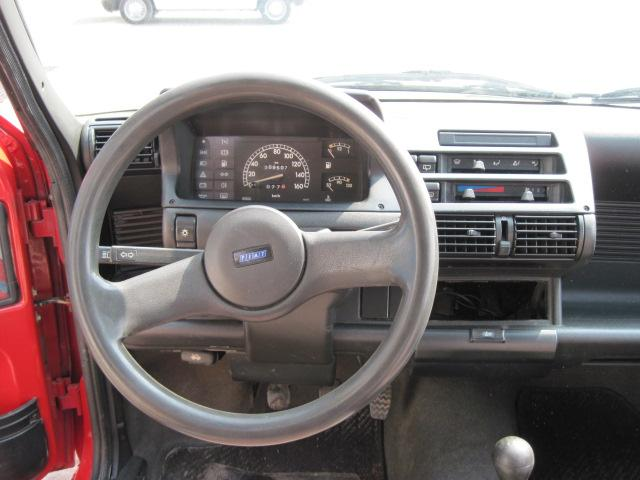
Interior del Fiat Cinquecento

Paralelamente, FSM, que aún no pertenecía a Fiat, estudiaba el BOSMAL, un proyecto de automóvil pequeño que culminaría en el prototipo Beskid 106. La adquisición de FSM por parte del grupo automovilístico italiano provocó el abandono de este prototipo en favor de un automóvil que incorporaba algunos conceptos de la serie X1/7 de años anteriores (hasta 1993, los automóviles producidos en Polonia se comercializaban como FSM en lugar de modelos Fiat). Cabe destacar que Patrick Le Quément, diseñador jefe de Renault, buscó inspiración similar en el estudio BOSMAL, lo que dio como resultado la primera generación del Renault Twingo.
Lanzado en diciembre de 1991 para reemplazar al Fiat 126, el Cinquecento fue diseñado por Ermanno Cressoni en colaboración con Antonio Piovano; el interior fue diseñado por Claudio Mottino y Giuseppe Bertolusso.
El Cinquecento contaba con suspensión independiente delantera y trasera, frenos de disco delanteros, barras de impacto laterales, zona de deformación y paneles de carrocería galvanizados. La dirección era de cremallera y piñón sin asistencia.
Las opciones incluían cierre centralizado, elevalunas eléctricos, techo solar, techo corredizo de lona retráctil integral, asiento trasero dividido, ajuste del alcance de las luces delanteras y aire acondicionado.
La versión con volante a la derecha para el mercado británico se lanzó en junio de 1993, siendo uno de los pocos coches urbanos comercializados en el Reino Unido.

## Primera serie (1991-1993)
En el lanzamiento estaban disponibles dos motores: el bicilíndrico de 704 cm³ de la versión ED y el de 903 cm³ de la familia Fiat serie 100.

### Cinquecento ED
La primera serie del ED (Economy Drive) se presentó a la prensa italiana el 15 de diciembre de 1991, junto con la versión de 903 cc derivada del Fiat 127. Tuvo una excelente acogida entre los clientes italianos y europeos, a pesar de su pequeño motor, sus modestas prestaciones y la ausencia de quinta marcha. Fue muy apreciado, sobre todo, por su bajo consumo de combustible y los consiguientes bajos costes de mantenimiento. Exteriormente, presenta parachoques de plástico negro y llantas de acero, a diferencia de la versión de 903 cc, que cuenta con tapacubos no integrados que cubren únicamente la zona de los cuatro tornillos de las ruedas. Los retrovisores (uno o dos, según las opciones) y las manetas no son del color de la carrocería, al igual que el tapón del depósito, que en la primera serie, hasta principios de 1993, era redondo y sin solapa. El pequeño coche, con un peso aproximado de 675 kg, está propulsado por un motor bicilíndrico (código de motor 170 A.000) con cilindros en línea pero horizontales, derivado directamente del Fiat 126 Bis. Está refrigerado por agua y equipado con un carburador Weber 30 de doble cuerpo con una unidad de control de encendido estático Nanoplex MED 210, que genera 31 CV (23 kW) a 5.000 rpm, suficiente para impulsar el coche en cuarta marcha hasta aproximadamente 128 km/h. El sistema de lubricación es de lóbulos (mecánico en las versiones de gama alta), mientras que el sistema de refrigeración es líquido. Además, la primera versión incorpora un silenciador no catalítico (que se actualizará en la segunda).
El interior es muy espacioso y práctico. Todo el salpicadero en la primera serie es de color negro oscuro, mientras que será gris en todas las versiones posteriores (excepto en el Sporting). No había consola central ni compartimento portaobjetos, y los elevalunas eléctricos eran opcionales. Sin embargo, sí contaba con desempañador y limpiaparabrisas traseros, cinturones de seguridad ajustables y reposacabezas (solo delanteros; los traseros solo estaban disponibles para mercados extranjeros, como Polonia). Entre los extras opcionales se incluía la posibilidad de instalar una radio. El primer panel de instrumentos reproducía el de su predecesor, el 126 Bis, con luces de advertencia rectangulares a la izquierda, un velocímetro central (con escala de 160 km/h) e indicadores de temperatura del agua y nivel de combustible a la derecha. Este fue reemplazado en series posteriores por el mismo panel de instrumentos que las versiones de 903 cm³ y 899 cm³.

### Cinquecento 903 cm³

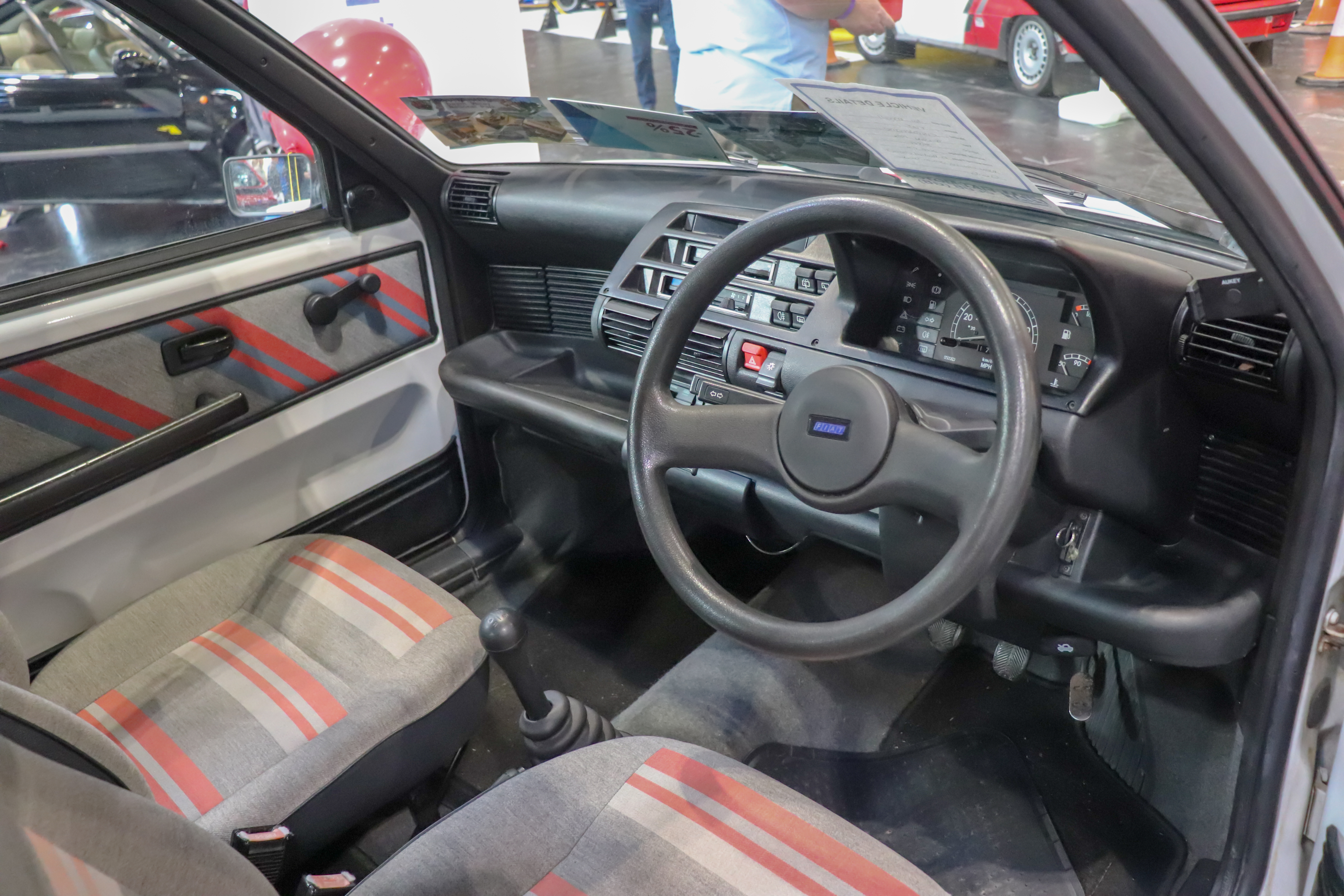
El interior de un Cinquecento 903 con la mano para sujetar a la izquierda

El Cinquecento de 903 cc con carburador se comercializó durante unos meses en 1992, antes de ser sustituido por la versión con inyección electrónica de combustible y catalizador. Actualmente, es la versión más exclusiva de toda la serie Cinquecento (excluyendo las versiones especiales del Sporting y el propio 903 cc).
La versión de 903 cc (código de motor 170 A1.000), con un equipamiento de serie más completo que el ED, estaba equipada con un carburador Weber capaz de desarrollar 30 kW (41 CV) de potencia máxima a 5500 rpm, lo que aumentaba tanto la aceleración desde parado como la velocidad máxima, que alcanzaba aproximadamente los 140 km/h. El consumo de combustible aumentó ligeramente, pero proporcional al aumento de rendimiento (en el ciclo urbano, consumía menos que la versión de 704 cc).
Sin embargo, el motor de carburador de 903 cm³ fue pronto sustituido por la inyección electrónica SPI y por una reducción de la cilindrada a 899 cm³ por razones puramente ecológicas y económicas, convirtiéndose también en la base técnica de la primera serie del nuevo Seicento de 1998.

## Segunda serie (1993-1994)

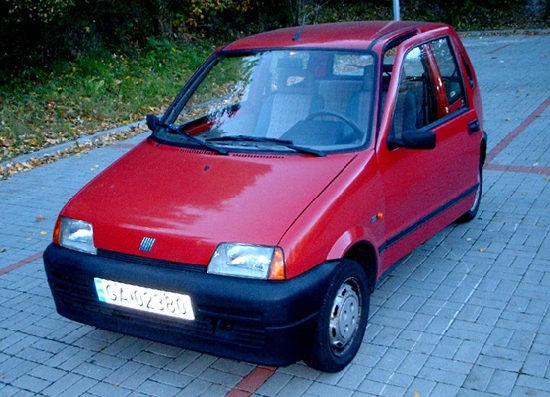
Cinquecento ED segunda serie

La segunda serie presentó algunas actualizaciones sutiles: el logotipo frontal de Fiat se redujo en un 30%, haciéndolo más pequeño, y se eliminó el antiestético tapón de combustible expuesto, sustituyéndolo por el mismo tapón del color de la carrocería que los modelos de 903 cm³ y 899 cm³. El motor y los componentes auxiliares del ED se mantuvieron iguales, pero el coche estaba equipado con un convertidor catalítico Euro 1 y propulsado por un nuevo carburador Aisan de control electrónico y una unidad de control de encendido estático Nanoplex MED 211. Se introdujeron las ventanillas traseras laterales opcionales, que eran transparentes y fijas por defecto en la primera serie.
En el interior, se cambió el color del interior y del salpicadero, que ahora es completamente gris claro con una cubierta negra extraíble. Los asientos tenían dos colores, que el de 704 cm³ compartía con el S de 899 cm³ y la primera versión Suite de 1993.
Después de 1992, el panel de instrumentos también cambió, adoptando el del 903 cm³ y el futuro 899 cm³ en las versiones Suite y SX.

### Cinquecento 899 cm³
La versión de 899 cm³ (código de motor 1170 A1.046) se fabricó en grandes cantidades entre 1993 y 1997 en tres versiones distintas a partir de 1994.

#### Versión S
La característica principal de esta versión, también adoptada en las versiones SX y Suite, será la transmisión sincronizada de 5 velocidades, que contribuirá a una mayor comodidad de conducción, especialmente en carretera.
La versión S incorpora neumáticos más grandes, al igual que la Sporting (155/65/R13), que garantizan un mayor agarre en carretera y un mejor rendimiento general.
El motor ahora está equipado con un encendido electrónico Weber-Marelli SPI-IAW, que facilita su uso y reduce los costes de funcionamiento, ya que todo está controlado por una unidad de control integrada. El rendimiento se mantiene sin cambios.
El equipamiento estándar incluía:
- Transmisión de 5 velocidades
- Embellecedores de ruedas integrados
- Vidrios aislantes
- Ventanas traseras pivotantes
- Reloj digital
- Dispositivo antirrobo con FIAT CODE (no disponible en la versión ED)

Opciones de pago incluidas:
- Llantas de aleación de 4,5"
- Elevalunas eléctricos
- Retrovisor exterior derecho
- Cierre centralizado
- Ajuste del alcance de los faros + faros halógenos
- Preparación para radio
- Asiento trasero dividido
- Pintura metalizada
- Techo solar manual
- Alarma electrónica

En la versión S, los parachoques, las manijas de las puertas y los espejos retrovisores no tienen código de color. En el interior, al panel de instrumentos le falta el indicador de temperatura del agua (introducido en la actualización de 1995).
A partir de 1994, los colores disponibles fueron:
Pastel:
- 113 Rosso Racing
- 249 Bianco
- 479 Blu Line
- 601 Nero

Metalizado
- 368 Verde Flag
- 487 Blu Laser
- 645 Grigio Trend

#### Versión SX
La versión SX presenta un exterior más lujoso. Los retrovisores y los parachoques son del color de la carrocería, con molduras negras integradas. Los faros son ahumados y las llantas incorporan tapacubos. En el interior, destaca la nueva consola central, inspirada directamente en el acabado Sporting, que también incluye una nueva palanca de cambios (5 velocidades), un maletero de polipiel, reloj digital, ventanillas traseras y elevalunas eléctricos. Otro detalle, compartido con los acabados Suite, Sporting, Soleil y Hobby, es el color rojo uniforme de los grupos ópticos traseros y las carcasas de los intermitentes delanteros, que son grises en lugar de naranjas.

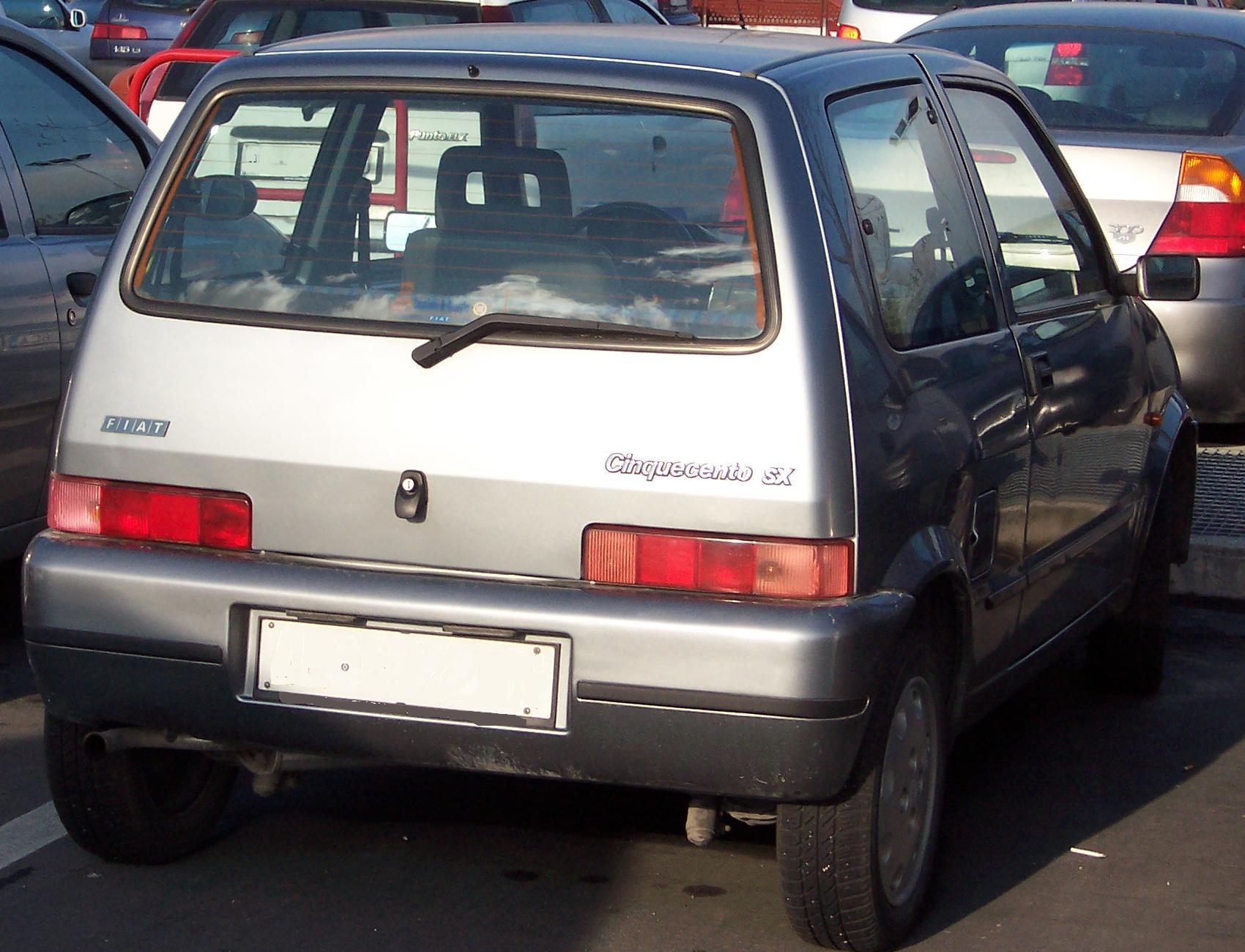
Cinquecento SX

Los extras opcionales son los mismos que en la versión S, excepto el cierre centralizado, los elevalunas eléctricos, el retrovisor exterior derecho y el control interno para la apertura del portón trasero. Los colores disponibles también son los mismos, con la incorporación de los tonos metalizados 176 Rosso Action y 465 Blu Bell.

#### Versión Suite
La versión Suite es la más equipada de toda la gama en cuanto a equipamiento de serie. Los parachoques, las manetas y los retrovisores son del color de la carrocería, lo que le da un toque colorido y atractivo. La característica más destacada, ya presente en la Suite de 1993, es el aire acondicionado, una opción generalmente reservada para coches de gama alta. El salpicadero es el mismo que el de la versión SX, con la incorporación de dos mandos de aire acondicionado, situados encima del botón del limpia/lavaparabrisas trasero. Incorpora todas las opciones del SX y el mismo diseño de tapicería (Green Blue Check 303).
Desde 1995, se ofrecen como opcionales un airbag para el conductor con pretensores de cinturones de seguridad delanteros, preinstalación de radio y un dispositivo antirrobo electrónico (en todas las versiones excepto la ED, que se llamó Young en sus últimos años).

## Tercera serie (1995-1998)
La tercera serie, la última con un motor de 704 cc, se caracterizó por una actualización general en toda la gama. El salpicadero se mantuvo igual, pero se modificaron los patrones de tapicería del interior. El tamaño de las llantas aumentó de 4,0 a 4,5 pulgadas.
A partir de 1997, la versión básica se convirtió en la Young, contando únicamente con el nuevo motor de 899 cc, al igual que los modelos de gama alta, un nuevo patrón de tapicería, nuevos colores de carrocería, como el fucsia y el turquesa, y un panel de instrumentos simplificado con luces intermitentes en lugar de agujas. Al igual que en la última serie ED y en todos los demás modelos, el portón trasero se mantuvo sin la ranura estética bajo la cerradura del maletero, y los faros delanteros tenían plástico negro en lugar de gris alrededor del reflector cromado. A continuación, se presenta un resumen de los extras opcionales disponibles para el ED:
- Cristales termoaislantes + ventanillas traseras practicables + reloj digital
- Elevalunas eléctricos
- Retrovisor exterior derecho
- Cierre centralizado
- Ajuste del alcance de las luces + faros halógenos
- Preparación para radio
- Radio con panel frontal extraíble
- Asiento trasero dividido
- Pintura metalizada
- Techo solar manual

## El Sporting, el tope de gama
A finales de 1994, se presentó la versión Sporting, que la situó en lo más alto de la gama y se popularizó de inmediato gracias a su aspecto juvenil, divertido y deportivo, a pesar de ser un coche compacto. A partir de 1994, año de su lanzamiento al mercado, nació también el Trofeo Cinquecento Sporting, un campeonato internacional de rally monomarca que catapultaría a muchos futuros pilotos de rally al mundo del automovilismo.

### Motor
El Sporting está equipado con el reconocido y probado motor FIRE de 1108 cc (código de motor 176 B2.000), con una potencia máxima de 54 CV a 5500 rpm y un par máximo de 80 Nm a 3250 rpm. La velocidad máxima es de aproximadamente 158 km/h. El conjunto motor-transmisión se tomó simplemente del Fiat Punto 55 y se adaptó a las reducidas dimensiones del coche, con pequeñas modificaciones en la caja de cambios y la distribución (tomadas del Uno 1000).
El motor, con catalizador y homologado Euro 2, es un 4 cilindros en línea refrigerado por agua con árbol de levas en cabeza y dos válvulas por cilindro. La inyección de combustible es totalmente electrónica, proporcionada por un solo inyector (de ahí el nombre SPI, o Inyección de Punto Único), lo que garantiza una notable simplicidad de construcción y un bajo mantenimiento, a la vez que proporciona una carburación más precisa que un sistema de combustible de cuatro inyectores. El mismo motor estará equipado con inyección multipunto en la segunda serie del Fiat Seicento Sporting.
No se realizaron cambios en el chasis, salvo una barra estabilizadora más grande para mayor estabilidad.

### Caja de cambios
La caja de cambios de 5 marchas con marcha atrás mediante pulsador (tipo C.514.5.10) es diferente de la caja de cambios de 5 marchas de los motores de 903 cm³ y 899 cm³.
Las relaciones de transmisión son las siguientes:
- Primera marcha: 3,909
- Segunda marcha: 2,158
- Tercera marcha: 1,480
- Cuarta marcha: 1,121
- Quinta marcha: 0,829
- Final: 3,818

### Estética, interiores, accesorios y opciones.

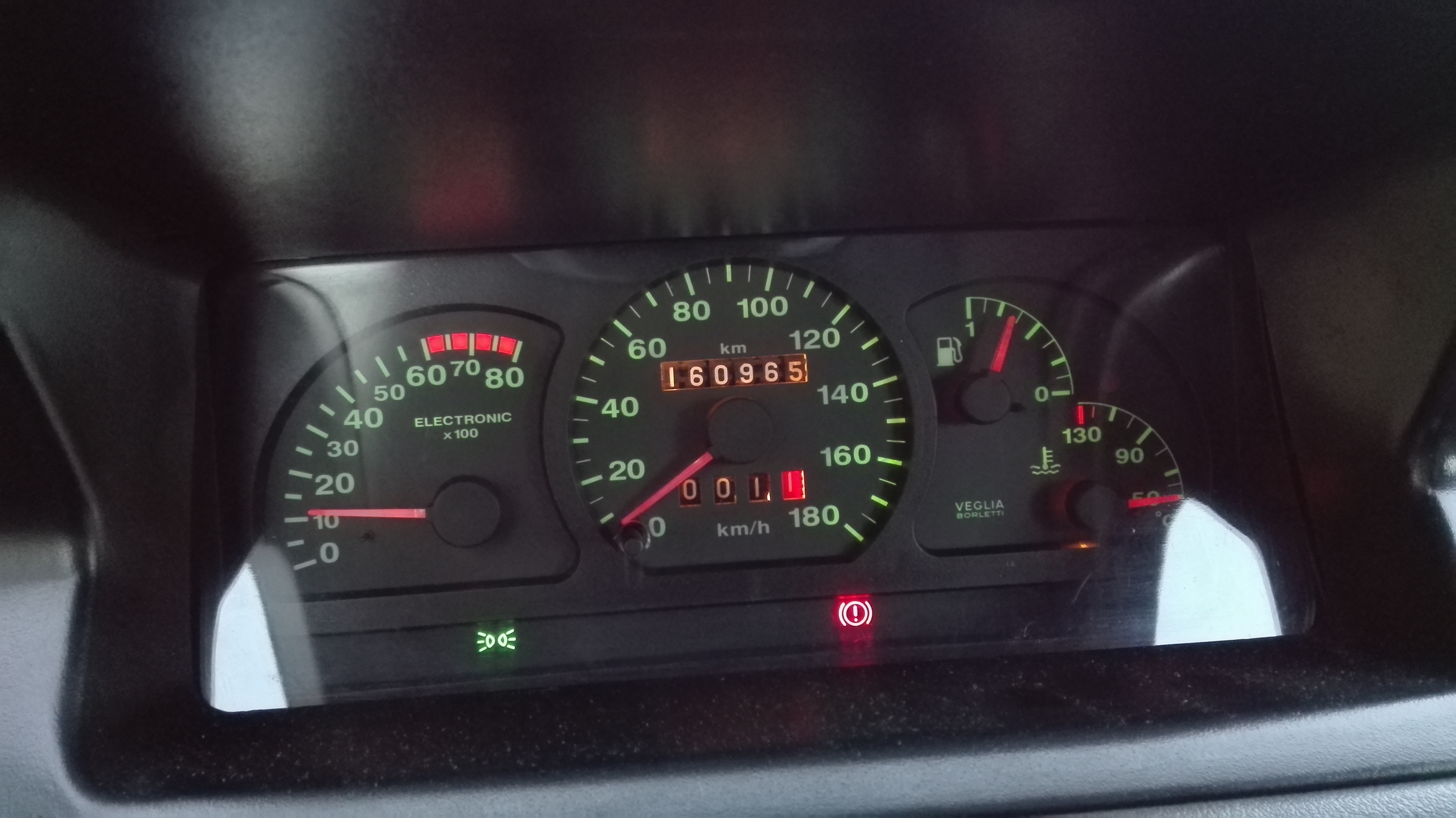
Cuadro de instrumentos del Cinquecento Sporting

El Sporting presenta pequeños detalles exteriores que no se encuentran en otras versiones de producción: por ejemplo, los parachoques y los retrovisores son del color de la carrocería, y la moldura de plástico de los pasos de rueda traseros ya no está presente (esta última se eliminó de todas las versiones a partir de 1994). En concreto, los parachoques presentan molduras de diferentes colores (según el color de la carrocería), que son delgadas y poco prácticas para absorber impactos. En el parachoques delantero, la parrilla del radiador presenta un elemento decorativo negro con forma de marco. El salpicadero del Sporting presenta una instrumentación más completa, que ahora incluye un tacómetro con una escala completa de 8.000 rpm, un velocímetro con indicador de 180 km/h e indicadores de nivel de combustible y temperatura del motor a la derecha. Toda la consola es de plástico duro al tacto pero sólido, ligeramente mejor ensamblada que las versiones básicas y de un color ligeramente más oscuro. Los bolsillos y tiradores de las puertas laterales también son más oscuros y combinan con los asientos, que son más contorneados y envolventes, con cojines más largos y anchos. La temática del tejido también ha cambiado: el nombre específico es Tessuto Grigio con Righe 121, aunque las franjas son rojas y amarillas con inserciones verdes. Los reposacabezas de los asientos son distintivos, tomados directamente de la segunda generación del Fiat Uno Turbo. Los cinturones de seguridad rojos, tanto delanteros como traseros, también son únicos, y realzan la exclusividad del Sporting en comparación con otras versiones.
Además de la consola central, el pomo de la palanca de cambios y el volante de dos radios están revestidos en cuero negro con costuras negras (incluso en la versión con airbag). El salpicadero también cuenta con un pedal de acelerador perforado (también tomado del Uno).
En la parte trasera, a los lados, hay compartimentos de plástico rígido fijados a la carrocería. Estos están insonorizados por el fabricante y combinan con la paleta de colores del resto del interior. La versión derecha también cuenta con un práctico cenicero extraíble (opcional en otras versiones). También destaca la salida de escape soldada al silenciador. Tiene forma ovalada y estaba disponible en acabado pulido (negro mate) o cromado. Si bien el Sporting representaba el tope de gama, existían algunas opciones y accesorios disponibles en la Línea de Accesorios Fiat, como kits de estilo (el de Abarth), fundas protectoras para asientos, accesorios y más.
Los siguientes son los extras opcionales disponibles desde 1994:
- Aire acondicionado (aumenta el peso del vehículo, alcanzando los 750 kg)
- Parachoques en las puertas (solo en la primera serie)
- Regulador de nivelación de faros
- Radio con panel frontal desmontable
- Asiento trasero dividido (opción poco común)
- Pintura metalizada
- Techo corredizo de cristal
- Alarma electrónica (opción poco común en Fiat)

Otros dos extras opcionales eran el alerón trasero del color de la carrocería (equipado con una tercera luz de freno a partir de 1997 para cumplir con las nuevas normas de circulación) y los compartimentos de audio adicionales de 16,5 cm en la parte delantera. Muchos otros accesorios eran suministrados por concesionarios o empresas externas, pero ahora están agotados o son muy escasos.

### Pneumatici, cerchi, molle e ammortizzatori
El Cinquecento Sporting estaba equipado con una configuración específica diseñada para potenciar la vivacidad del pequeño motor. Los muelles de la suspensión son unos 2 cm más cortos que los de serie, lo que baja el centro de gravedad. Los amortiguadores delanteros son iguales a los de todas las versiones, mientras que los traseros son más rígidos de serie.
En cuanto a las ruedas, son iguales a las del Uno Turbo de segunda generación (solo cambia el tamaño), apodadas "ventolini" por los aficionados por su forma de ventilador giratorio. Montaban neumáticos Pirelli (si se optaba por los 165/55/R13), ahora prácticamente inconseguibles y muy caros. Como alternativa, se podían instalar los neumáticos 155/65/R13 73T, más comunes y económicos, todavía en producción, según el manual. Se incluía una rueda de repuesto de 145/70 R13 de diámetro.
A nivel técnico, el Cinquecento presenta el clásico diseño de suspensión MacPherson en la parte delantera y suspensión independiente en la parte trasera con un sistema de frenado de vacío mixto.

### Diferencias entre la primera (1994-1995) y la segunda (1995-1998) versión

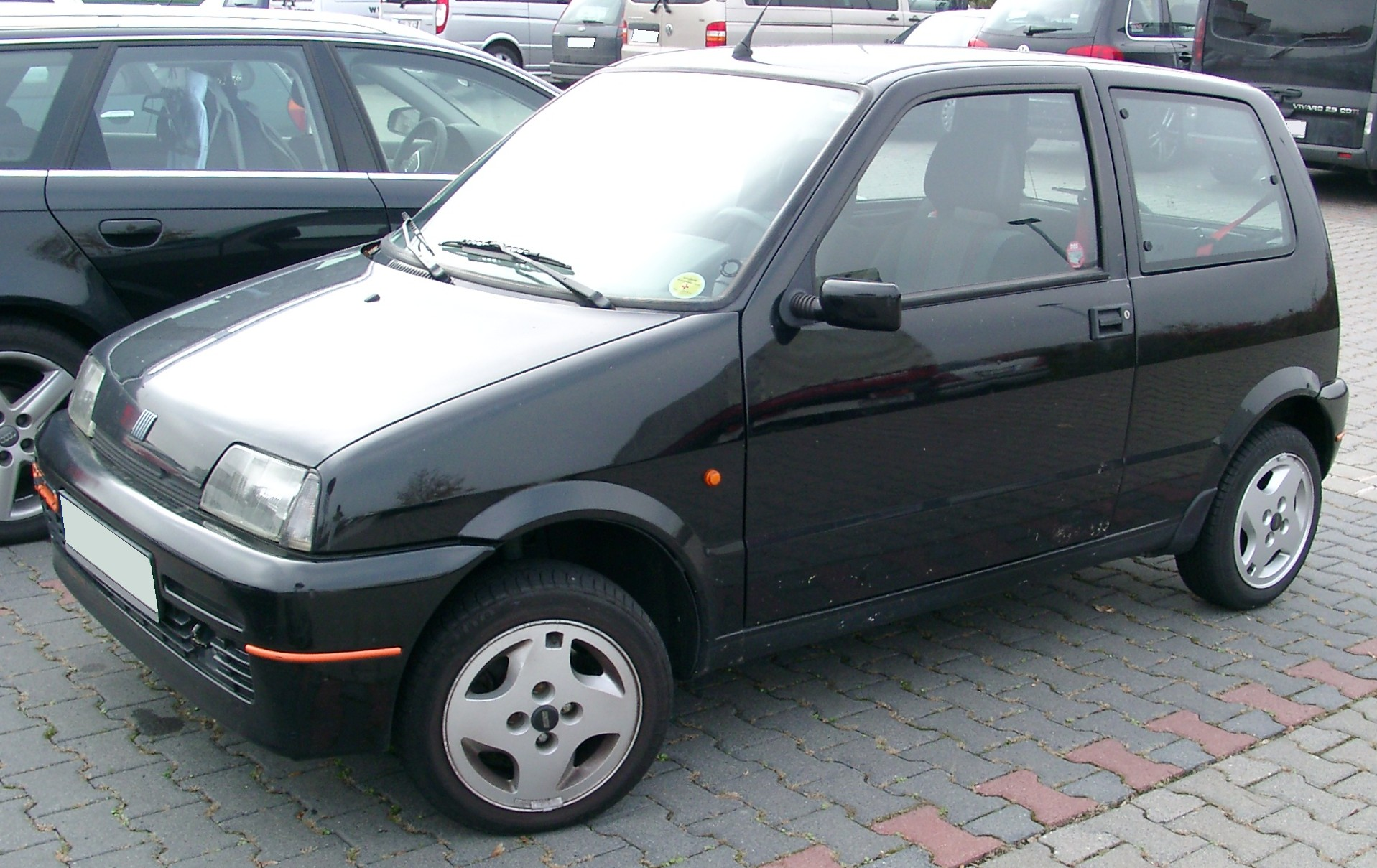
Un Cinquecento Sporting con color "nero 601"

En los primeros modelos Sporting, los faros delanteros no eran ahumados, sino que simplemente se tomaron de la primera versión del Cinquecento, con intermitentes traseros naranjas y luz de marcha atrás blanca. La ranura decorativa bajo la cerradura del maletero también desapareció del portón trasero. La paleta de colores cambió de 1994 a 1996.
De 1994 a 1995, fue la siguiente:
pastel:
- 189 Rosso Sporting
- 258 Giallo Ginestra (il più richiesto e il più famoso in assoluto)
- 601 Nero (molto raro)

Metalizado:
- Grigio Trend

Con la actualización de 1997, la gama se amplía con un nuevo azul metalizado, azul Imola, rojo Starter y gris acero metalizado.

## Motorizaciones

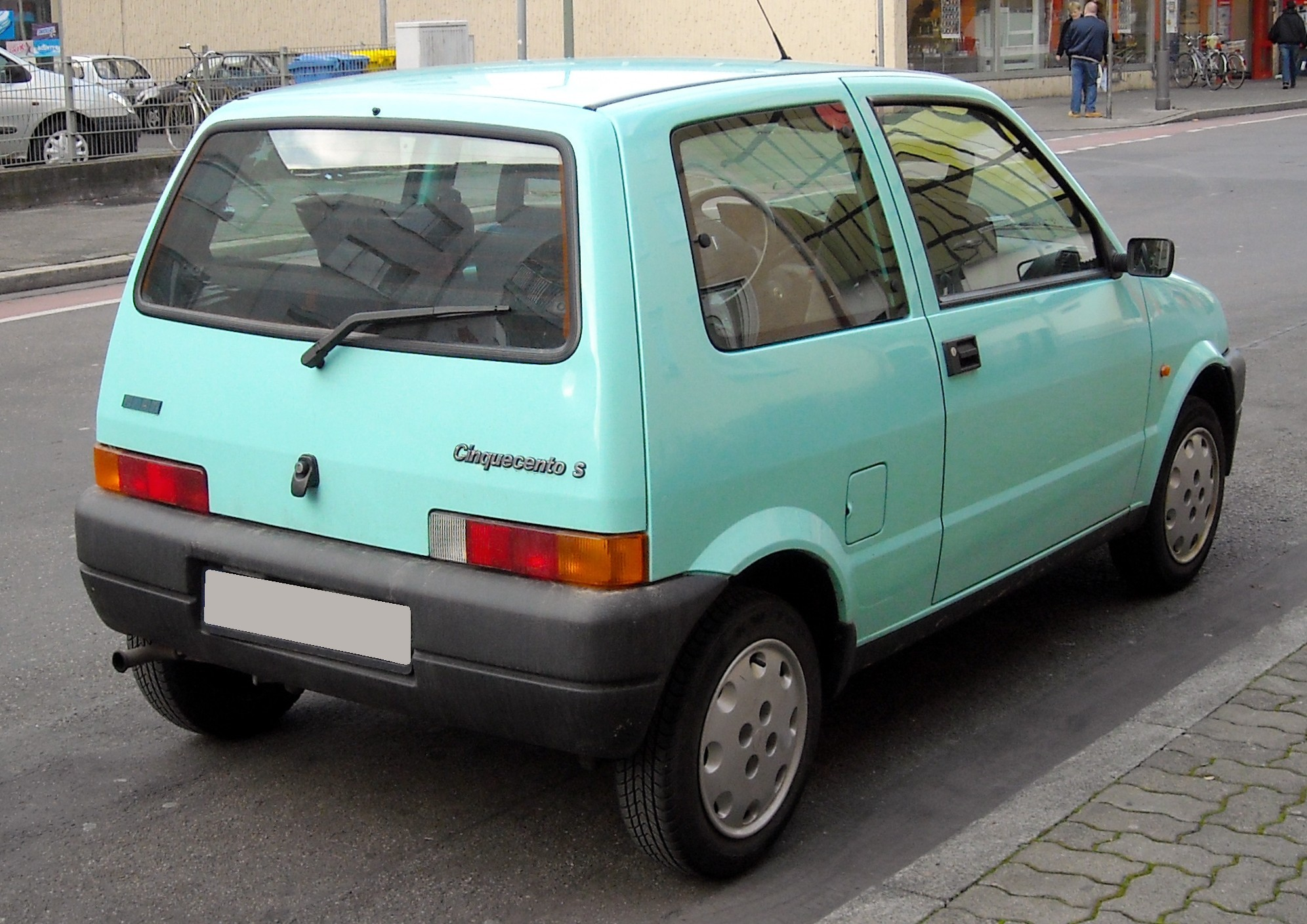
Vista trasera

El Cinquecento estuvo inicialmente disponible con dos opciones de motor, y posteriormente se incorporó a la gama el motor FIRE de 1.1 L o "deportivo". Si bien el motor de 704 cc se montaba longitudinalmente, los motores más grandes se instalaban transversalmente, convirtiendo al pequeño Fiat en uno de los pocos coches del mundo disponibles con ambas configuraciones simultáneamente.

### 704 cc
El motor más pequeño, destinado a la venta exclusiva en Polonia, era un bicilíndrico OHV de 704 cc, que generaba 31 caballos de vapor (22,8 kW) o 30 caballos de vapor (22,1 kW) con catalizador. El Cinquecento heredó este motor del 126p BIS, una evolución del 126p que se canceló al iniciarse la producción del Cinquecento.
Para poder instalarlo en el Cinquecento de tracción delantera, se sometió a una importante remodelación (aunque el motor seguía utilizando carburador), lo que provocó, entre otros cambios, que el cigüeñal girara en sentido contrario al del 126p BIS.

### 903/899 cc
El motor más grande era la versión de 903 cc y 40 CV (29 kW; 39 HP) del veterano motor Fiat 100 OHV de cuatro cilindros, que estuvo en servicio en muchos modelos pequeños de Fiat, empezando por el Fiat 850. (Este motor se remonta a la unidad inicial de 633 cc introducida en el Fiat 600 de 1955).
Estaba equipado con inyección de combustible de un solo punto y era el motor base en la mayoría de los mercados. Debido a limitaciones fiscales, la cilindrada de esta unidad se limitó a 899 cc en 1993, con una ligera reducción de potencia, llegando a producir 39 CV (29 kW; 38 HP). Este motor deriva del utilizado en el Fiat 127.
Si bien conserva el diseño de varillas de empuje de la transmisión por cadena de las válvulas en cabeza (OHV), ahora incorpora taqués hidráulicos. Además, ahora utiliza encendido sin distribuidor de doble bobina..

### 1.1FIRE(Sporting)

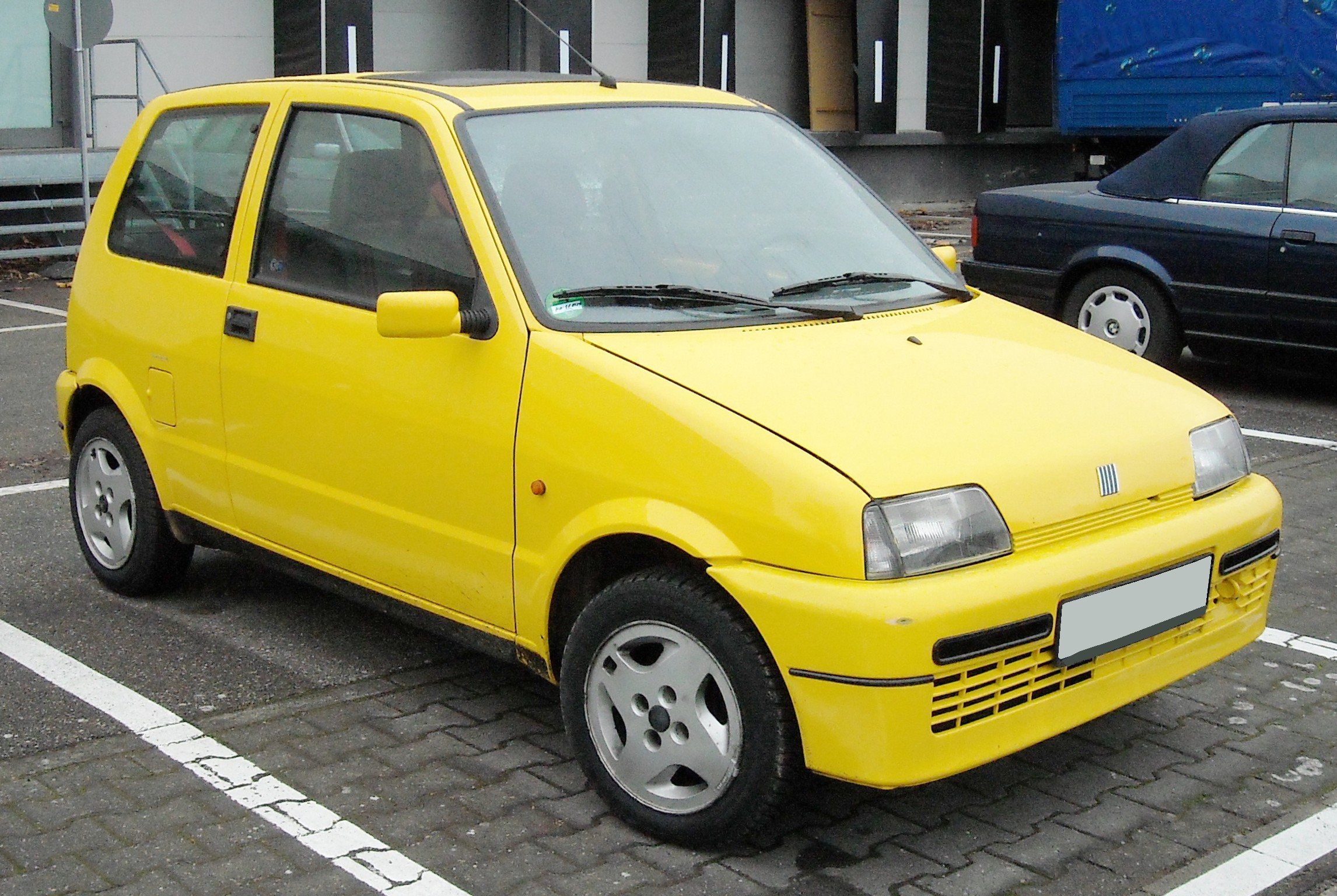
Cinquecento Sporting

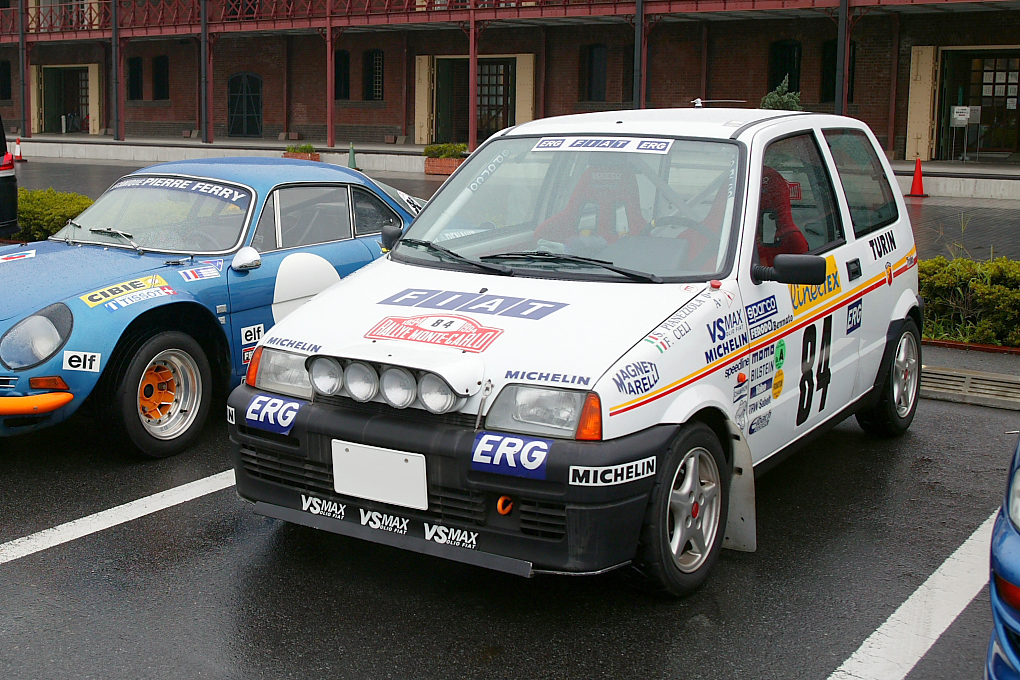
Cinquecento Trofeo

En 1994, Fiat presentó el Cinquecento Sporting, con el motor SOHC FIRE de 1108 cc y 54 CV (40 kW; 53 HP) del Punto de acceso de la misma época, acoplado a una caja de cambios de relación corta. Otras novedades fueron una reducción de la altura de la carrocería, barra estabilizadora delantera, llantas de aleación de 13", además de parachoques y retrovisores con código de color. El interior incorporaba un tacómetro, asientos deportivos, cinturones de seguridad rojos, volante y pomo de la palanca de cambios de cuero.
El modelo Sporting dio origen a un trofeo de rally y a una versión Kit-Car del Grupo A.

### Elettra
De 1992 a 1996, Fiat también produjo y vendió una variante eléctrica del Cinquecento llamada Elettra. El coche se ofrecía con un paquete de baterías de plomo-ácido o de NiCd, que proporcionaban una autonomía de 62 mi (99,8 km) y 93 mi (149,7 km), respectivamente. A diferencia de los coches eléctricos diseñados específicamente, el Cinquecento Elettra utilizaba dos paquetes de baterías, uno en el compartimento del motor y otro debajo de los asientos traseros, en sustitución del depósito de combustible.
Aunque se vendió por 140.000 francos (unos 23.000 dólares estadounidenses), el Cinquecento Elettra gozó de relativa popularidad en Italia, Francia y Suiza.

## Abarth
Fiat ofrecía extras opcionales de fábrica con la marca Abarth. Los extras Abarth para el Cinquecento consistían únicamente en cambios estéticos: un faldón delantero con faros antiniebla, un faldón trasero, faldones laterales y un alerón trasero con una tercera luz de freno. También había disponible un juego de llantas de aleación Speedline de 13" y cinco radios, en lugar de las llantas Sporting de serie.
A diferencia de los auténticos modelos Abarth, no se ofrecían mejoras de motor de fábrica y el coche no podía adquirirse como un modelo completo. Las piezas Abarth debían ser añadidas por el comprador al realizar el pedido, por lo que es frecuente ver coches con solo algunos de los extras Abarth.

## Prototipos
Durante la década de 1990, varias casas de diseño desarrollaron varios concept cars basados en el Fiat Cinquecento, incluido uno que presentaba la mitad del interior del automóvil y un estribo para colocar bicicletas.
Otro de estos diseños fue el Italdesign Cinquecento de 1992 y el posterior Lucciola de 1993, una propuesta para un nuevo Cinquecento de Fabrizio Giugiaro, de Italdesign. Sin embargo, en lugar de convertirse en el próximo coche urbano pequeño de Fiat, la surcoreana Daewoo Motor puso en producción una versión del diseño, el Matiz, en 1998. En lugar de eso, Fiat decidió actualizar el estilo del Cinquecento a principios de 1998 y relanzarlo como Seicento, lo que continuó hasta 2010 y permitió que el diseño básico del Cinquecento y la mayor parte de su mecánica sobrevivieran durante casi 20 años.

## Preparaciones deportivas
El modelo utilizado en rally originalmente para los campeonatos nacionales monomarca se denominaba Cinquecento Trofeo, y utilizaba el motor 899 cc que daba 60 cv dependiendo de las preparaciones. Algunas filiales europeas daban como premio a los ganadores de los respectivos campeonatos nacionales la posibilidad de correr durante la temporada siguiente dentro del equipo oficial FIAT en el campeonato nacional con el Cinquecento modelo Sporting 1108 cc dotado de inyección multipunto con aproximadamente 110 cv, además de la participación en el Rally de Monte Carlo a bordo de un modelo dotado con caja de 6 velocidades también 1108 kit car.

## Cifras de producción
| Year | Producción (unidades) |
| ---- | --------------------- |
| 1991 | 6,020                 |
| 1992 | 83,299                |
| 1993 | 192,294               |
| 1994 | 188,973               |
| 1995 | 204,508               |
| 1996 | 205,296               |
| 1997 | 203,589               |
| 1998 | 80,546                |